# San Fili
San Fili es un municipio situado en el territorio de la provincia de Cosenza, en Calabria (Italia).

## Geografía física
El área está cerca del lado este de la Cordillera de la Costa. Incluye la cima del monte Luta (1231 metros) y el arroyo Emoli. El pueblo se extiende principalmente sobre tres colinas.

## Historia
El lugar se llamó en su día Terra Sancti Felicis, probablemente en honor a San Felice, santo venerado por la población en la iglesia parroquial de la época. El nombre de San Fili vino más tarde y en el siglo XV la ciudad pasó a formar parte del condado de Rende, que perteneció al Dogi Adorno de Génova de 1445 a 1529. A partir de 1532 Rende (y con ella San Fili) fue elevado a marquesado y Ferrente de Alarcone como feudo dado.
San Fili tiene una aldea y dos distritos de cierta importancia: la aldea Bucita y los distritos Frassino y Cozzi. Hicieron famoso a San Fili Vincenzo Miceli Catedrático de Derecho Constitucional y luego de Filosofía del Derecho en la Universidad de Pisa, Palermo y Perugia, y nuevamente Alfonso Miceli, su hermano (1855-1940), Presidente del Tribunal de Apelación de Nápoles, ambos nativos de San Fili y Pertenece a la familia señorial del mismo nombre de Miceli di Serradileo. Más recientemente por el Barón Marcello Miceli (1918-1992), Caballero de Su Santidad Pablo VI, Juan Pablo I y Juan Pablo II, y Caballero de Gracia y Devoción de la Soberana Orden de Malta.
Varios Sanfilesi son emigrantes en Canadá y en los Estados Unidos de América, y un número significativo también en América del Sur (Argentina y Brasil), así como muchos emigrantes en países europeos como Alemania y Suiza. Hoy los descendientes de los emigrantes Sanfilesi son numerosos; Un ejemplo es la comunidad canadiense, que parece haber alcanzado las 6.000 unidades.

## Monumentos e hitos

### Arquitectura religiosa
- La Iglesia Matriz de la Santissima Annunziata.
- La Iglesia de Retiro.
- La Iglesia del Espíritu Santo.
- La Iglesia de Sant'Antonio Abate.
- La Iglesia del Carmín.
- La Iglesia de Santa Lucía.

## Cultura

### Tradiciones
El Municipio de San Fili es conocido como "país de los magare", criaturas identificadas como brujas en gran parte del sur de Italia. En realidad, no son magas: en San Fili, las "magare" eran las mujeres que ahora llamaríamos naturópatas o herbolarias. Con la diferencia de que, además del conocimiento de las hierbas y remedios naturales, también tienen sabiduría popular, una religiosidad pronunciada y un encanto sugerente.

### Eventos
En agosto tiene lugar un evento cultural y gastronómico llamado “Notti delle Magare”.

### Cocina
Pasta e patate ara tijeddra, majatica, cuddruriaddri e vecchiareddre, turdiddri, chjina, pallone di fichi, crocette di fichi

## Economía
La economía del territorio se basa principalmente en el uso inteligente de los bosques.

## Demografía
| Gráfica de evolución demográfica de San Fili entre 1861 y 2001 |
|                                                                |
| fuente ISTAT - elaboración gráfica a cargo de Wikipedia        |

## Infraestructura y Transporte
La calle principal de la ciudad es Via XX Settembre.

La carretera estatal 107 Silana Crotonese conecta la zona de San Fili en un radio de 20 kilómetros con Cosenza, con la Universidad de Calabria, con la autopista A2 Salerno-Reggio Calabria, y Paola.

## Deportes
- San Fili Calcio 1926 juega en el campeonato de Calabria.

## Galería

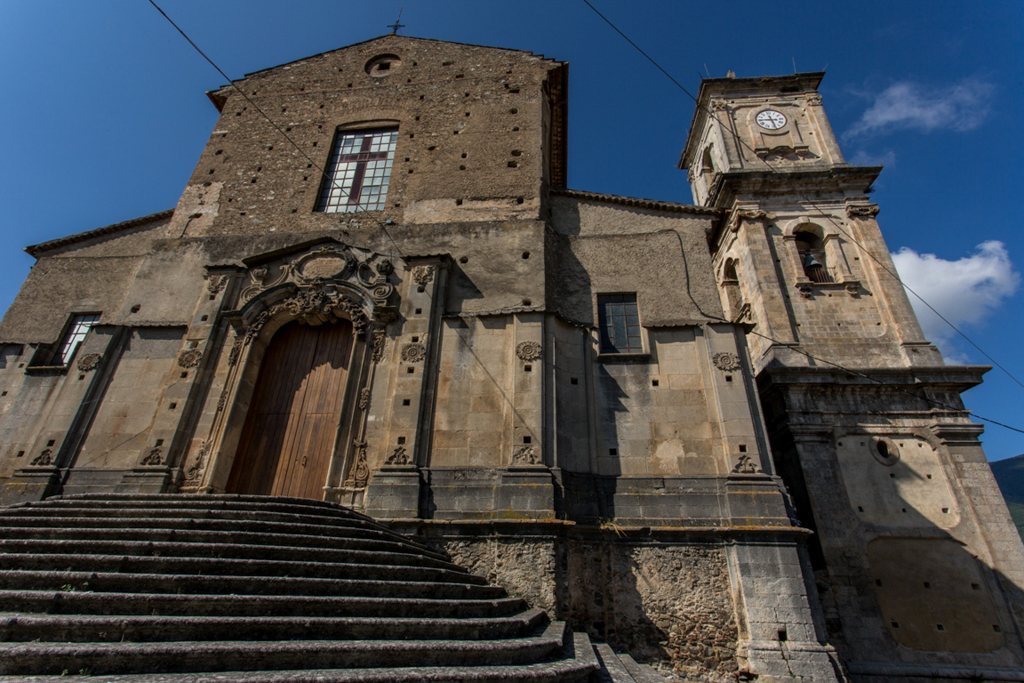
Chiesa Madre Santissima Annunziata
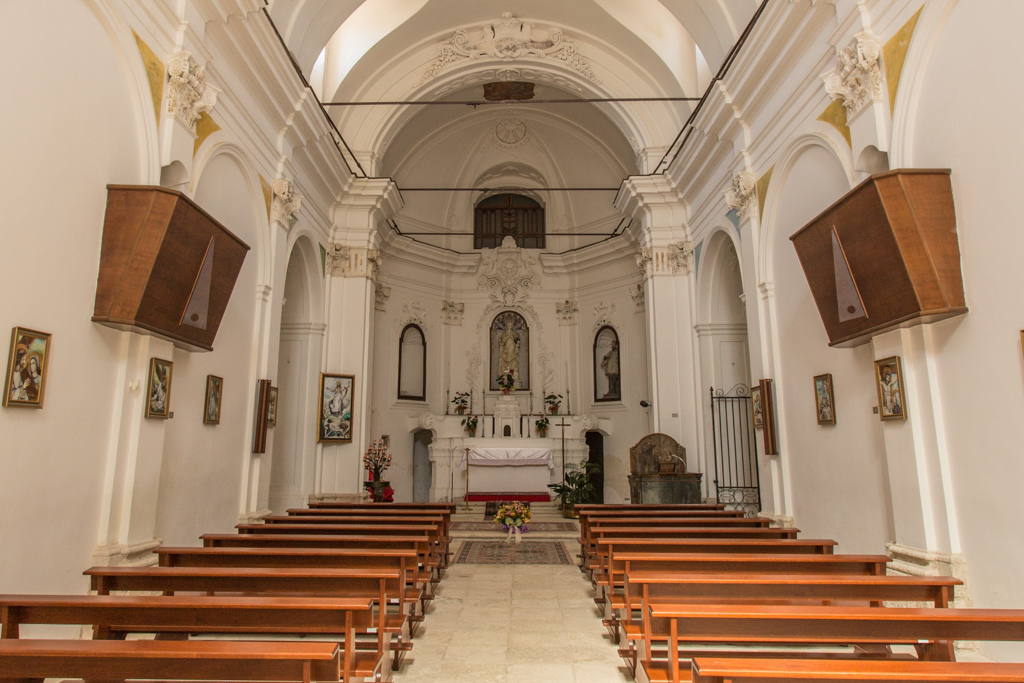
Interior de la Iglesia del Retiro
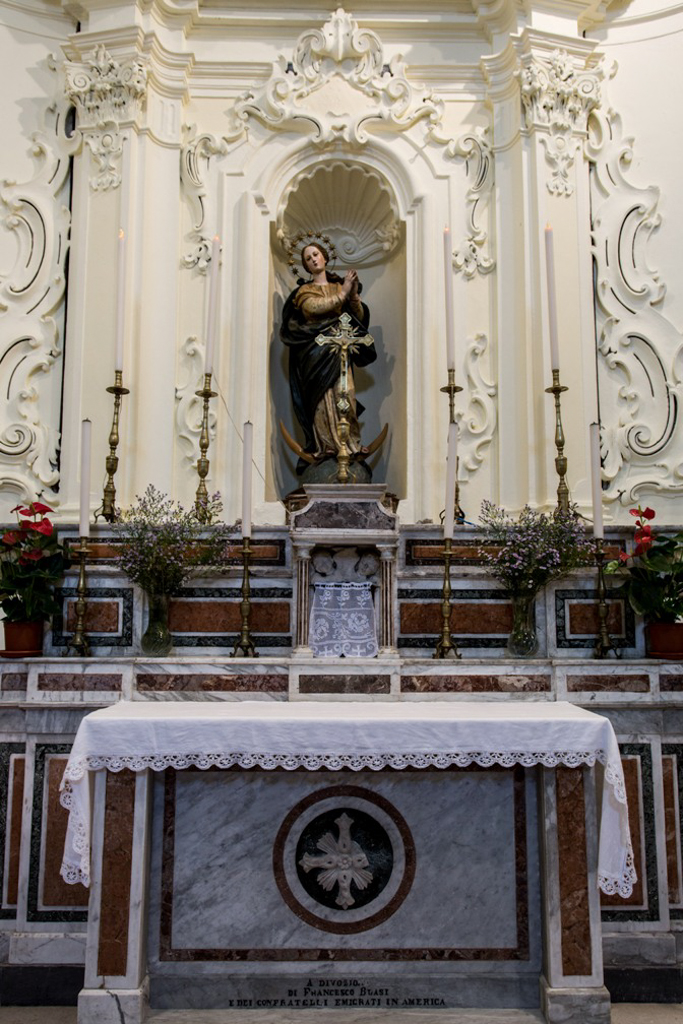
Iglesia de la Inmaculada Concepción
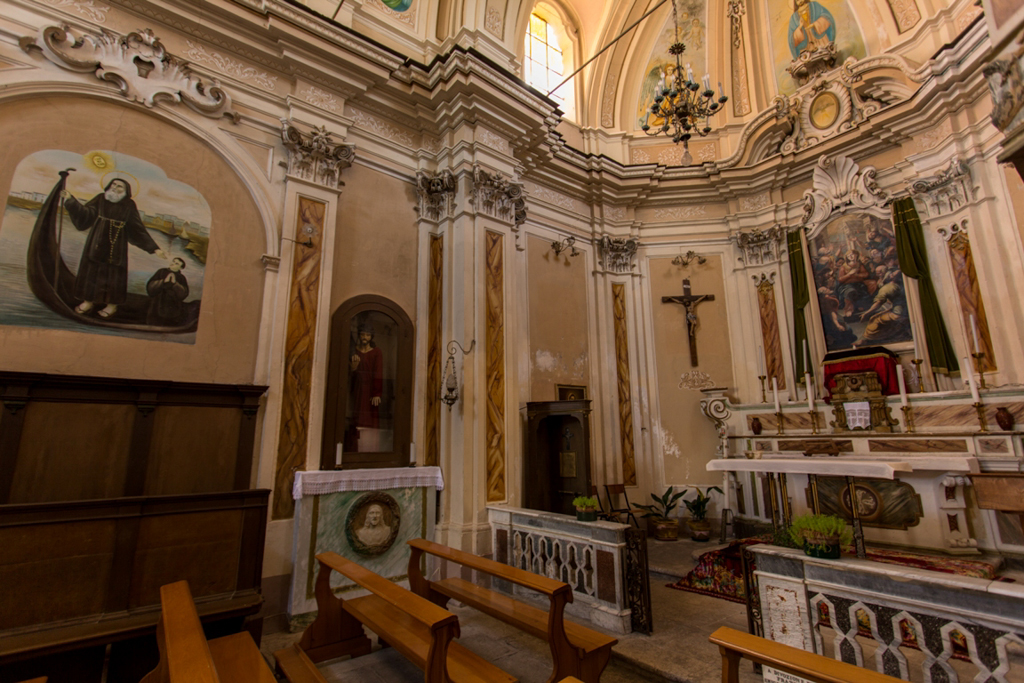
Interior de la Iglesia del Espíritu Santo
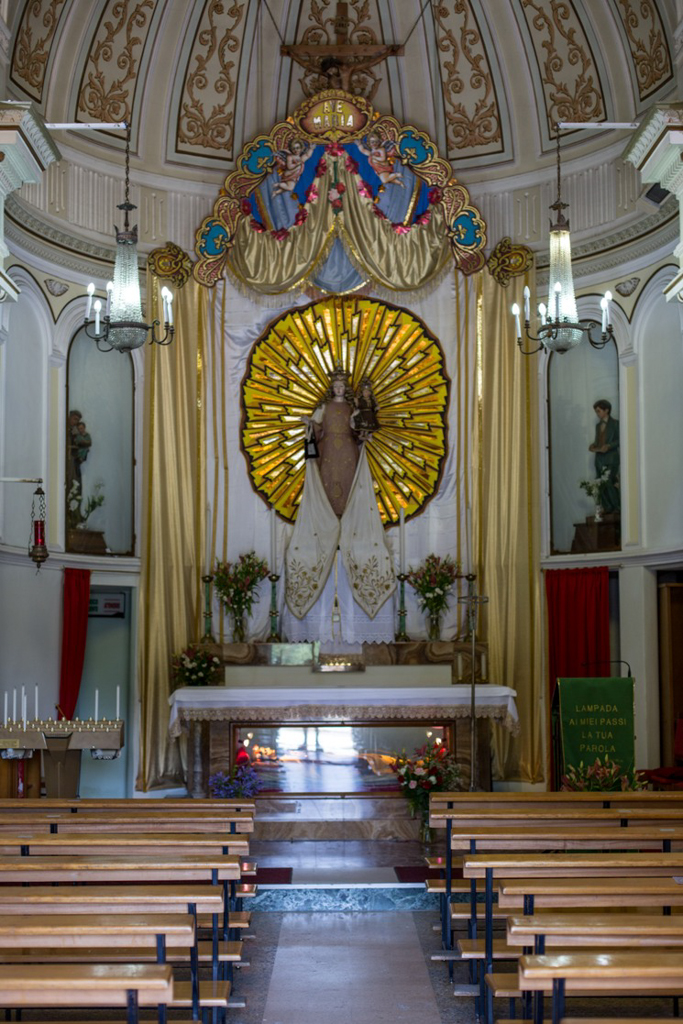
Iglesia de la Virgen del Carmelo
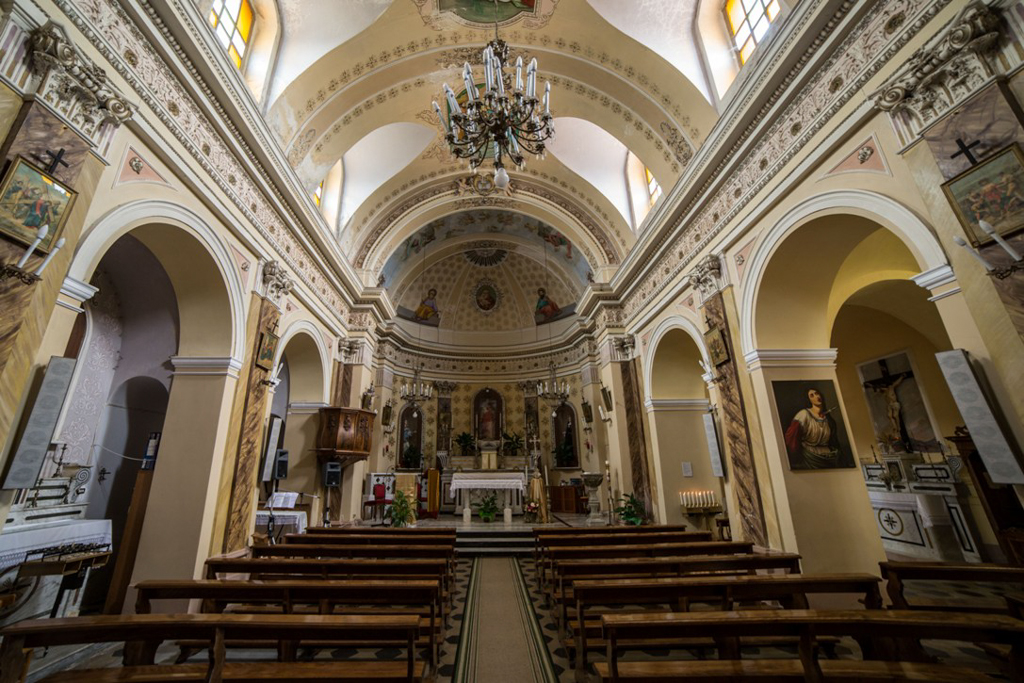
Iglesia de Santa Lucía
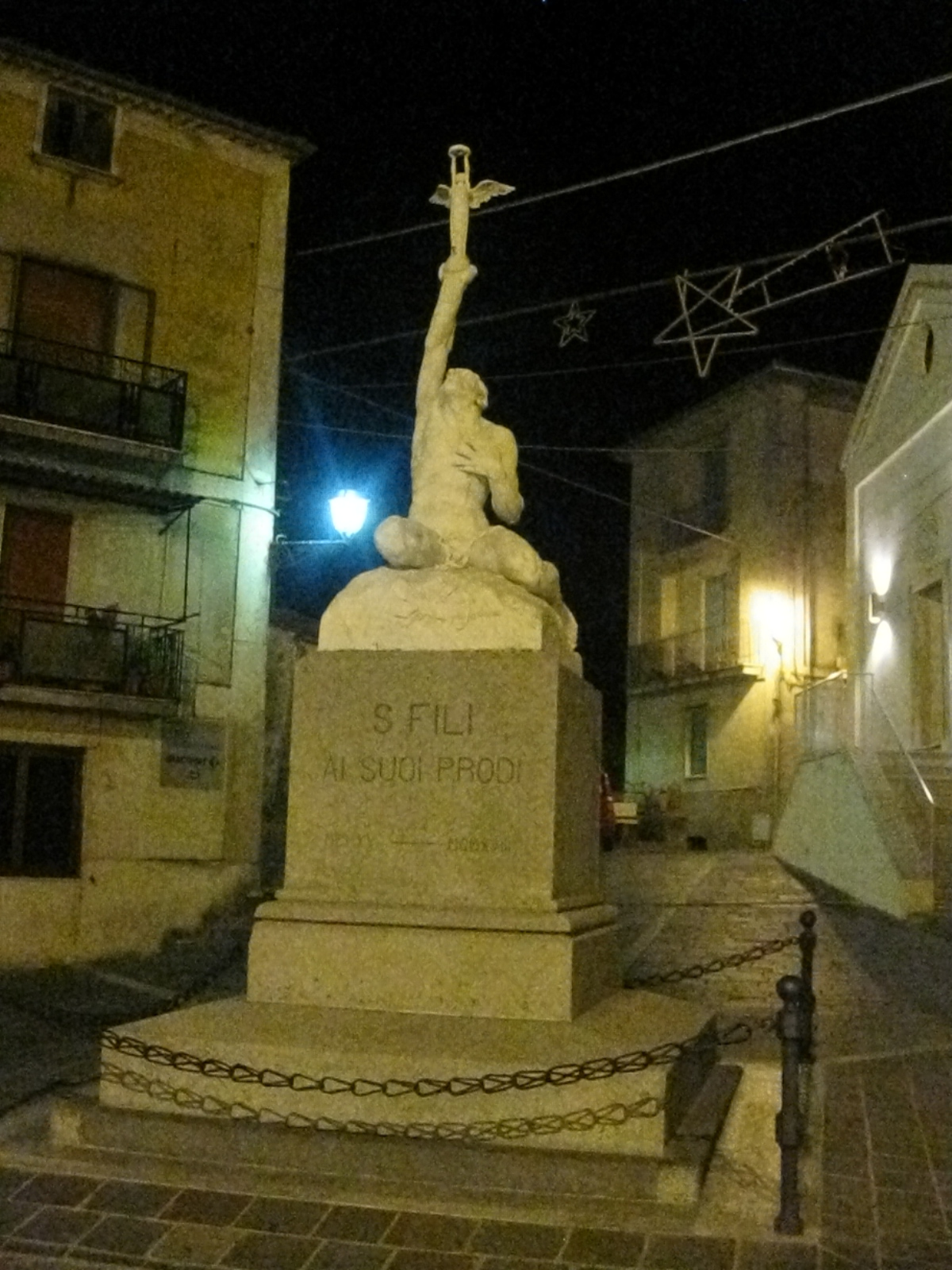
Monumento a los caídos
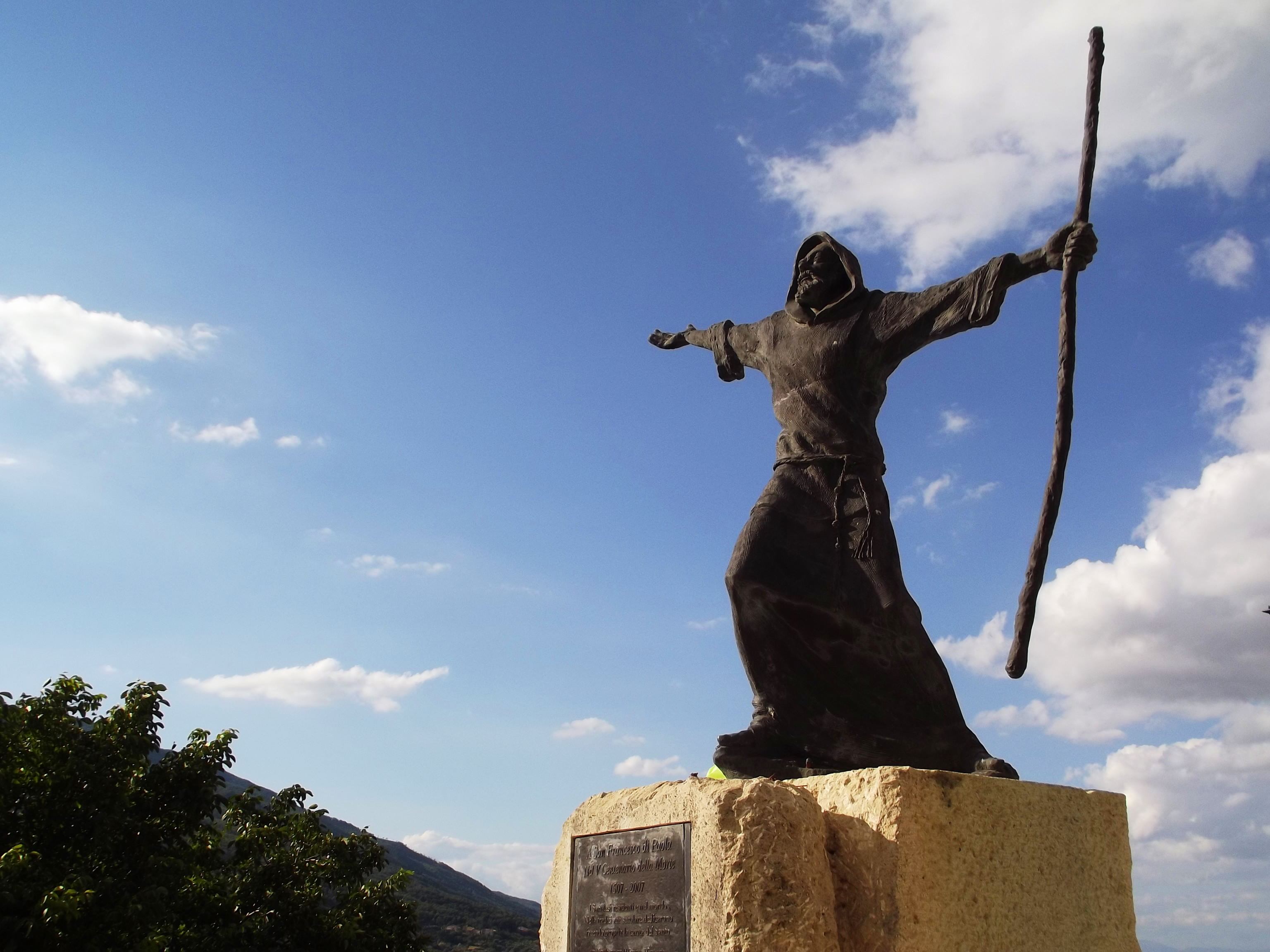
Estatua de San Francesco di Paola
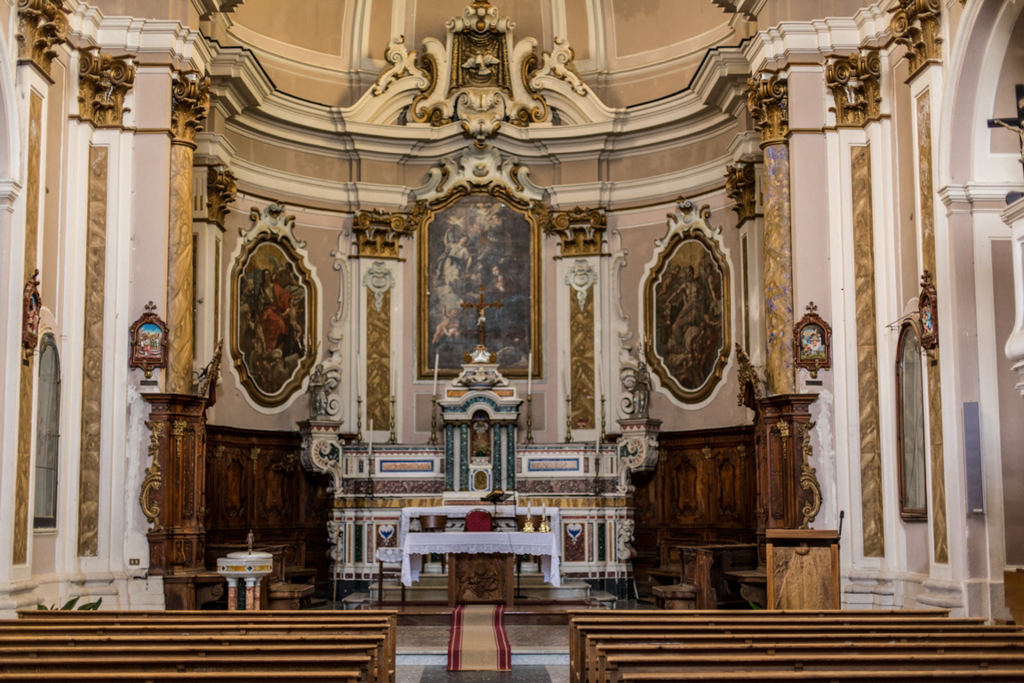
Chiesa Madre Santissima Annunziata
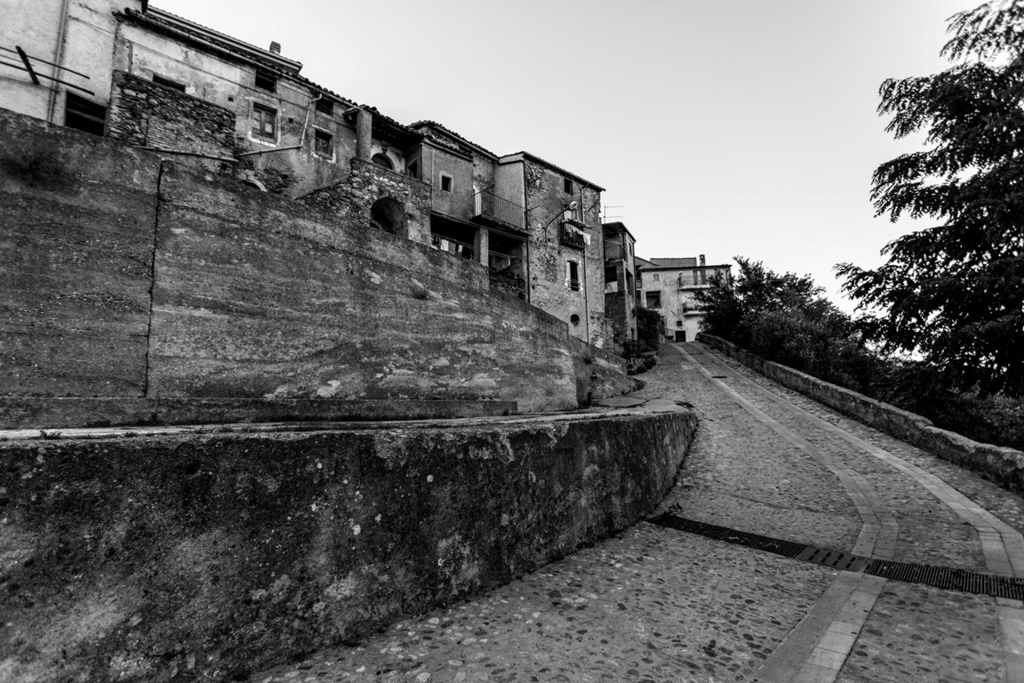
Vía Casalini (Bucita)
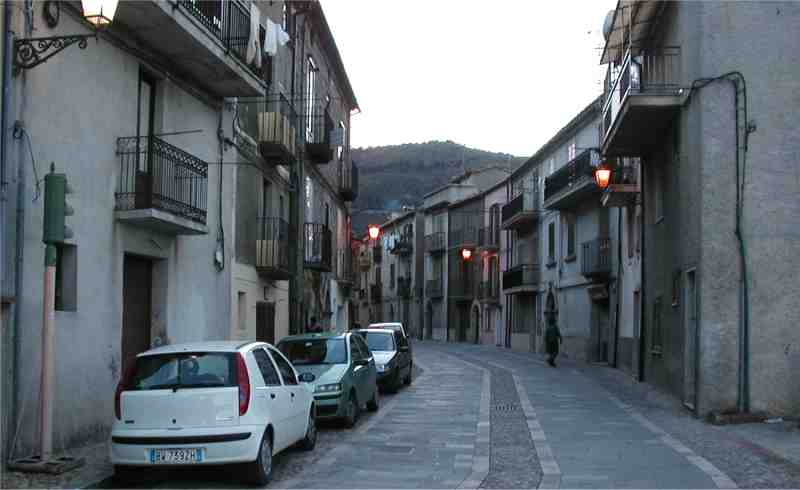
vía XX de septiembre
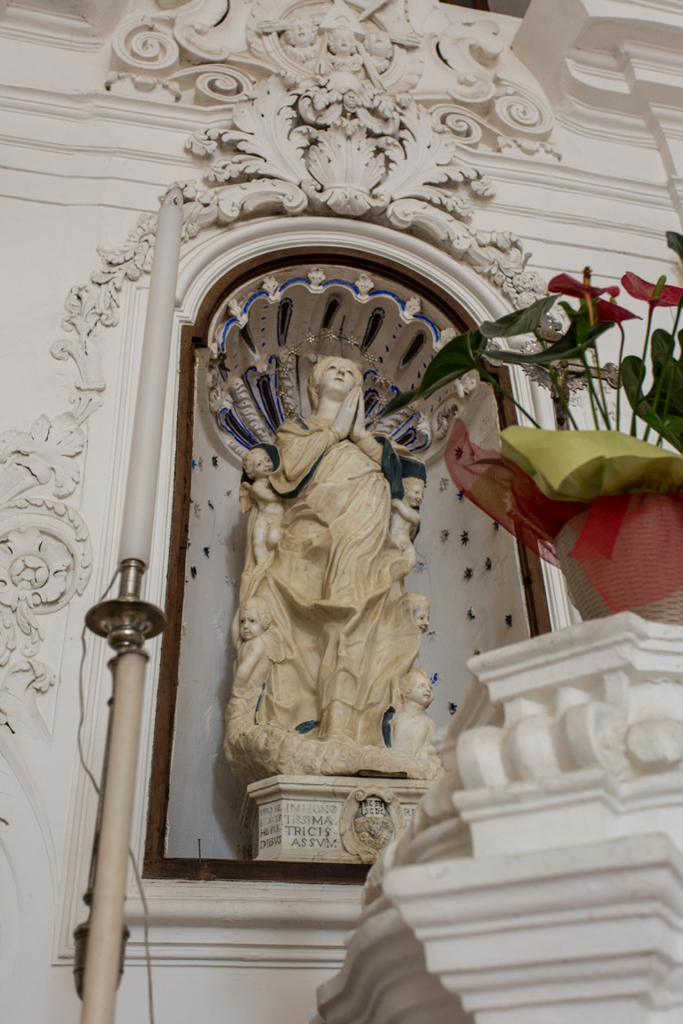
Estatua de Santa María de los Ángeles